# Saison 2021-2022 des Timberwolves du Minnesota
La saison 2021-2022 des Timberwolves du Minnesota est la 33e saison de la franchise en National Basketball Association (NBA).
Le 20 août 2021, la ligue annonce que la saison régulière démarre le 19 octobre 2021, avec un format typique de 82 matchs.
Le 22 septembre 2021, le manager général Gersson Rosas est licencié de son poste, puis est remplacé par Sachin Gupta.
Karl-Anthony Towns est sélectionné pour le NBA All-Star Game 2022 et remporte par la même occasion le Three-point Contest. Il enregistre le record de l'histoire de la franchise avec 60 points marqués le 14 mars 2022.
Le trio Towns, Anthony Edwards et D'Angelo Russell mène la franchise au play-in tournament, où l'équipe se qualifie, face aux Clippers de Los Angeles, pour les playoffs. Lors du premier tour, les Timberwolves s'inclinent au terme de six matchs face aux Grizzlies de Memphis.

## Draft
- Aucun choix de draft cette saison.

## Matchs

### Summer League
| Summer League Total: 4-1 |

| Match | Date match | Équipe              | Score        | Meilleur marqueur    | Meilleur rebondeur       | Meilleur passeur       | Lieux                | Série |
| ----- | ---------- | ------------------- | ------------ | -------------------- | ------------------------ | ---------------------- | -------------------- | ----- |
| 1     | 9 août     | San Antonio         | V 91-89      | Jaylen Nowell (24)   | Nathan Knight (9)        | McDaniels, Nowell (4)  | Cox Pavilion         | 1 - 0 |
| 2     | 12 août    | Chicago             | V 78-59      | Jaden McDaniels (15) | McDaniels, Wright IV (8) | Knight, Wright IV (3)  | Thomas & Mack Center | 2 - 0 |
| 3     | 13 août    | Milwaukee           | V 91-64      | Jaylen Nowell (26)   | Kerry Blackshear Jr. (7) | Nathan Knight (6)      | Thomas & Mack Center | 3 - 0 |
| 4     | 15 août    | Philadelphie        | V 99-96 (OT) | Jaylen Nowell (26)   | Isaiah Miller (9)        | McKinley Wright IV (5) | Cox Pavilion         | 4 - 0 |
| 5     | 17 août    | La Nouvelle-Orléans | D 59-87      | Isaiah Miller (13)   | Nathan Knight (7)        | London Perrantes (3)   | Cox Pavilion         | 4 - 1 |

### Pré-saison
| Pré-saison Total: 3-1 (Domicile : 1-0; Extérieur : 2-1) |

| Match | Date match | Équipe              | Score          | Meilleur marqueur     | Meilleur rebondeur     | Meilleur passeur       | Lieux Spectateurs      | Série |
| ----- | ---------- | ------------------- | -------------- | --------------------- | ---------------------- | ---------------------- | ---------------------- | ----- |
| 1     | 4 octobre  | La Nouvelle-Orléans | V 117-114      | D'Angelo Russell (19) | Towns, Vanderbilt (7)  | Patrick Beverley (6)   | Target Center 5 715    | 1 - 0 |
| 2     | 8 octobre  | @ Denver            | V 114-112 (OT) | Malik Beasley (13)    | Jarred Vanderbilt (8)  | D'Angelo Russell (6)   | Ball Arena 11 927      | 2 - 0 |
| 3     | 11 octobre | @ L.A. Clippers     | V 128-100      | D'Angelo Russell (19) | Karl-Anthony Towns (9) | D'Angelo Russell (9)   | Toyota Arena 4 850     | 3 - 0 |
| 4     | 14 octobre | @ Brooklyn          | D 101-107      | Anthony Edwards (23)  | Karl-Anthony Towns (8) | Karl-Anthony Towns (6) | Barclays Center 11 210 | 3 - 1 |

### Saison régulière
| Saison régulière Total: 46-36 (Domicile : 26-15; Extérieur : 20-21) |

| Match | Date match | Équipe              | Score     | Meilleur marqueur       | Meilleur rebondeur      | Meilleur passeur       | Lieux Spectateurs    | Série |
| ----- | ---------- | ------------------- | --------- | ----------------------- | ----------------------- | ---------------------- | -------------------- | ----- |
| 1     | 20 octobre | Houston             | V 124-106 | Karl-Anthony Towns (30) | Karl-Anthony Towns (10) | D'Angelo Russell (7)   | Target Center 16 079 | 1 - 0 |
| 2     | 23 octobre | La Nouvelle-Orléans | V 96-89   | Karl-Anthony Towns (25) | Anthony Edwards (9)     | Patrick Beverley (6)   | Target Center 15 343 | 2 - 0 |
| 3     | 25 octobre | La Nouvelle-Orléans | V 98-107  | Karl-Anthony Towns (32) | Karl-Anthony Towns (14) | Karl-Anthony Towns (7) | Target Center 14 435 | 2 - 1 |
| 4     | 27 octobre | @ Milwaukee         | V 113-108 | D'Angelo Russell (29)   | Jarred Vanderbilt (13)  | Patrick Beverley (7)   | Fiserv Forum 17 341  | 3 - 1 |
| 5     | 30 octobre | Denver              | D 91-93   | Malik Beasley (18)      | Anthony Edwards (11)    | D'Angelo Russell (6)   | Target Center 17 136 | 3 - 2 |

| Match | Date match   | Équipe                | Score           | Meilleur marqueur       | Meilleur rebondeur      | Meilleur passeur       | Lieux Spectateurs           | Série   |
| ----- | ------------ | --------------------- | --------------- | ----------------------- | ----------------------- | ---------------------- | --------------------------- | ------- |
| 6     | 1er novembre | Orlando               | D 97-115        | Anthony Edwards (24)    | Karl-Anthony Towns (16) | Karl-Anthony Towns (6) | Target Center 14 744        | 3 - 3   |
| 7     | 3 novembre   | L.A. Clippers         | D 115-126       | Anthony Edwards (28)    | Karl-Anthony Towns (11) | Patrick Beverley (8)   | Target Center 15 386        | 3 - 4   |
| 8     | 5 novembre   | L.A. Clippers         | D 84-104        | Karl-Anthony Towns (20) | Towns, Vanderbilt (8)   | Jordan McLaughlin (5)  | Target Center 17 136        | 3 - 5   |
| 9     | 8 novembre   | @ Memphis             | D 118-125 (OT)  | D'Angelo Russell (30)   | Karl-Anthony Towns (13) | D'Angelo Russell (7)   | FedExForum 12 416           | 3 - 6   |
| 10    | 10 novembre  | @ Golden State        | D 110-123       | Anthony Edwards (48)    | Karl-Anthony Towns (12) | Beverley, Russell (7)  | Chase Center 18 064         | 3 - 7   |
| 11    | 12 novembre  | @ L.A. Lakers         | V 107-83        | Karl-Anthony Towns (29) | Trois joueurs (7)       | D'Angelo Russell (7)   | Staples Center 18 997       | 4 - 7   |
| 12    | 13 novembre  | @ L.A. Clippers       | D 102-129       | Anthony Edwards (21)    | Anthony Edwards (9)     | D'Angelo Russell (8)   | Staples Center 15 285       | 4 - 8   |
| 13    | 15 novembre  | Phoenix               | D 96-99         | Karl-Anthony Towns (35) | Karl-Anthony Towns (13) | Anthony Edwards (6)    | Target Center 16 274        | 4 - 9   |
| 14    | 17 novembre  | Sacramento            | V 107-97        | Anthony Edwards (26)    | Jarred Vanderbilt (7)   | Beverley, Russell (7)  | Target Center 13 108        | 5 - 9   |
| 15    | 18 novembre  | San Antonio           | V 115-90        | Karl-Anthony Towns (25) | Towns, Vanderbilt (12)  | Patrick Beverley (7)   | Target Center 13 572        | 6 - 9   |
| 16    | 20 novembre  | Memphis               | V 138-95        | D'Angelo Russell (28)   | Jarred Vanderbilt (10)  | D'Angelo Russell (5)   | Target Center 17 136        | 7 - 9   |
| 17    | 22 novembre  | @ La Nouvelle-Orléans | V 110-96        | Karl-Anthony Towns (28) | Jarred Vanderbilt (11)  | D'Angelo Russell (8)   | Smoothie King Center 15 689 | 8 - 9   |
| 18    | 24 novembre  | Miami                 | V 113-101       | Anthony Edwards (33)    | Jarred Vanderbilt (15)  | Edwards, Russell (6)   | Target Center 17 136        | 9 - 9   |
| 19    | 26 novembre  | @ Charlotte           | D 115-133       | Karl-Anthony Towns (25) | Jarred Vanderbilt (8)   | Karl-Anthony Towns (6) | Spectrum Center 19 314      | 9 - 10  |
| 20    | 27 novembre  | @ Philadelphie        | V 121-120 (2OT) | D'Angelo Russell (35)   | Jarred Vanderbilt (14)  | D'Angelo Russell (8)   | Wells Fargo Center 21 011   | 10 - 10 |
| 21    | 29 novembre  | Indiana               | V 100-98        | Karl-Anthony Towns (32) | Anthony Edwards (9)     | D'Angelo Russell (11)  | Target Center 14 191        | 11 - 10 |

| Match | Date match   | Équipe       | Score     | Meilleur marqueur       | Meilleur rebondeur      | Meilleur passeur       | Lieux Spectateurs               | Série   |
| ----- | ------------ | ------------ | --------- | ----------------------- | ----------------------- | ---------------------- | ------------------------------- | ------- |
| 22    | 1er décembre | @ Washington | D 107-115 | Karl-Anthony Towns (34) | Jarred Vanderbilt (12)  | D'Angelo Russell (9)   | Capital One Arena 15 318        | 11 - 11 |
| 23    | 3 décembre   | @ Brooklyn   | D 105-110 | D'Angelo Russell (21)   | Jarred Vanderbilt (15)  | D'Angelo Russell (11)  | Barclays Center 17 732          | 11 - 12 |
| 24    | 6 décembre   | Atlanta      | D 110-121 | Karl-Anthony Towns (31) | Karl-Anthony Towns (16) | Anthony Edwards (7)    | Target Center 15 736            | 11 - 13 |
| 25    | 8 décembre   | Utah         | D 104-136 | Karl-Anthony Towns (22) | Karl-Anthony Towns (7)  | Edwards, Towns (5)     | Target Center 15 181            | 11 - 14 |
| 26    | 10 décembre  | Cleveland    | D 106-123 | Karl-Anthony Towns (21) | Jarred Vanderbilt (8)   | Patrick Beverley (7)   | Target Center 15 694            | 11 - 15 |
| 27    | 12 décembre  | @ Portland   | V 116-111 | Anthony Edwards (24)    | Karl-Anthony Towns (10) | D'Angelo Russell (5)   | Moda Center 16 591              | 12 - 15 |
| 28    | 15 décembre  | @ Denver     | V 124-107 | Anthony Edwards (38)    | Russell, Vanderbilt (8) | Patrick Beverley (8)   | Ball Arena 15 365               | 13 - 15 |
| 29    | 17 décembre  | L.A. Lakers  | V 110-92  | Karl-Anthony Towns (28) | Jarred Vanderbilt (16)  | Patrick Beverley (7)   | Target Center 17 136            | 14 - 15 |
| 30    | 19 décembre  | Dallas       | V 111-105 | Karl-Anthony Towns (24) | Jarred Vanderbilt (10)  | Karl-Anthony Towns (6) | Target Center 16 127            | 15 - 15 |
| 31    | 21 décembre  | @ Dallas     | D 102-114 | Karl-Anthony Towns (26) | Karl-Anthony Towns (14) | D'Angelo Russell (12)  | American Airlines Center 20 056 | 15 - 16 |
| 32    | 23 décembre  | @ Utah       | D 116-128 | Malik Beasley (33)      | Naz Reid (10)           | D'Angelo Russell (14)  | Vivint Smart Home Arena 18 306  | 15 - 17 |
| 33    | 27 décembre  | Boston       | V 108-103 | Jaylen Nowell (29)      | Nathan Knight (11)      | Jordan McLaughlin (10) | Target Center 15 962            | 16 - 17 |
| 34    | 28 décembre  | New York     | D 88-96   | Malik Beasley (20)      | Beverley, Knight (7)    | Patrick Beverley (7)   | Target Center 16 339            | 16 - 18 |
| 35    | 31 décembre  | @ Utah       | D 108-120 | Anthony Edwards (26)    | Reid, Vanderbilt (7)    | Patrick Beverley (6)   | Vivint Smart Home Arena 18 306  | 16 - 19 |

| Match | Date match | Équipe                | Score     | Meilleur marqueur       | Meilleur rebondeur      | Meilleur passeur        | Lieux Spectateurs            | Série   |
| ----- | ---------- | --------------------- | --------- | ----------------------- | ----------------------- | ----------------------- | ---------------------------- | ------- |
| 36    | 2 janvier  | @ L.A. Lakers         | D 103-108 | Naz Reid (23)           | Jarred Vanderbilt (12)  | Patrick Beverley (6)    | Crypto.com Arena 18 343      | 16 - 20 |
| 37    | 3 janvier  | @ L.A. Clippers       | V 122-104 | Anthony Edwards (28)    | Jarred Vanderbilt (9)   | Patrick Beverley (12)   | Crypto.com Arena 15 959      | 17 - 20 |
| 38    | 5 janvier  | Oklahoma City         | V 98-90   | Anthony Edwards (22)    | Karl-Anthony Towns (16) | Patrick Beverley (6)    | Target Center 14 375         | 18 - 20 |
| 39    | 7 janvier  | @ Oklahoma City       | V 135-105 | D'Angelo Russell (27)   | Jarred Vanderbilt (16)  | D'Angelo Russell (12)   | Paycom Center 14 874         | 19 - 20 |
| 40    | 9 janvier  | @ Houston             | V 141-123 | Karl-Anthony Towns (40) | Jarred Vanderbilt (19)  | D'Angelo Russell (10)   | Toyota Center 15 277         | 20 - 20 |
| 41    | 11 janvier | @ La Nouvelle-Orléans | D 125-128 | Anthony Edwards (28)    | Karl-Anthony Towns (8)  | D'Angelo Russell (10)   | Smoothie King Center 15 155  | 20 - 21 |
| 42    | 13 janvier | @ Memphis             | D 108-116 | Anthony Edwards (30)    | Jarred Vanderbilt (13)  | Beverley, Russell (6)   | FedExForum 15 881            | 20 - 22 |
| 43    | 16 janvier | Golden State          | V 119-99  | Karl-Anthony Towns (26) | Karl-Anthony Towns (11) | D'Angelo Russell (12)   | Target Center 17 136         | 21 - 22 |
| 44    | 18 janvier | @ New York            | V 112-110 | Anthony Edwards (21)    | Jarred Vanderbilt (7)   | Patrick Beverley (6)    | Madison Square Garden 16 071 | 22 - 22 |
| 45    | 19 janvier | @ Atlanta             | D 122-134 | D'Angelo Russell (31)   | Karl-Anthony Towns (10) | Karl-Anthony Towns (7)  | State Farm Arena 15 199      | 22 - 23 |
| 46    | 23 janvier | Brooklyn              | V 136-125 | Anthony Edwards (25)    | Jarred Vanderbilt (9)   | D'Angelo Russell (10)   | Target Center 16 475         | 23 - 23 |
| 47    | 25 janvier | @ Portland            | V 109-107 | Anthony Edwards (40)    | Karl-Anthony Towns (17) | Jarred Vanderbilt (6)   | Moda Center 16 422           | 24 - 23 |
| 48    | 27 janvier | @ Golden State        | D 115-124 | Karl-Anthony Towns (31) | Karl-Anthony Towns (12) | Edwards, Towns (6)      | Chase Center 18 064          | 24 - 24 |
| 49    | 28 janvier | @ Phoenix             | D 124-134 | Anthony Edwards (27)    | Karl-Anthony Towns (9)  | Anthony Edwards (10)    | Footprint Center 17 071      | 24 - 25 |
| 50    | 30 janvier | Utah                  | V 126-106 | Karl-Anthony Towns (31) | Karl-Anthony Towns (11) | Karl-Anthony Towns (10) | Target Center 10 407         | 25 - 25 |

| Match                  | Date match  | Équipe       | Score          | Meilleur marqueur       | Meilleur rebondeur      | Meilleur passeur       | Lieux Spectateurs                 | Série   |
| ---------------------- | ----------- | ------------ | -------------- | ----------------------- | ----------------------- | ---------------------- | --------------------------------- | ------- |
| 51                     | 1er février | Denver       | V 130-115      | Karl-Anthony Towns (24) | Karl-Anthony Towns (10) | McLaughlin, Towns (7)  | Target Center 15 839              | 26 - 25 |
| 52                     | 3 février   | @ Détroit    | V 128-117      | Anthony Edwards (25)    | Karl-Anthony Towns (14) | Jordan McLaughlin (8)  | Little Caesars Arena 15 523       | 27 - 25 |
| 53                     | 6 février   | Détroit      | V 118-105      | Karl-Anthony Towns (24) | Karl-Anthony Towns (12) | D'Angelo Russell (8)   | Target Center 16 487              | 28 - 25 |
| 54                     | 8 février   | @ Sacramento | V 134-114      | Karl-Anthony Towns (25) | Jarred Vanderbilt (11)  | Jordan McLaughlin (11) | Golden 1 Center 12 409            | 29 - 25 |
| 55                     | 9 février   | @ Sacramento | D 119-132      | D'Angelo Russell (29)   | Jarred Vanderbilt (11)  | D'Angelo Russell (10)  | Golden 1 Center 12 527            | 29 - 26 |
| 56                     | 11 février  | @ Chicago    | D 122-134      | Anthony Edwards (31)    | Karl-Anthony Towns (8)  | Edwards, Towns (8)     | United Center 20 092              | 29 - 27 |
| 57                     | 13 février  | @ Indiana    | V 129-120      | Anthony Edwards (37)    | Karl-Anthony Towns (13) | D'Angelo Russell (6)   | Gainbridge Fieldhouse 13 532      | 30 - 27 |
| 58                     | 15 février  | Charlotte    | V 126-120 (OT) | Karl-Anthony Towns (39) | Karl-Anthony Towns (15) | D'Angelo Russell (11)  | Target Center 17 136              | 31 - 27 |
| 59                     | 16 février  | Toronto      | D 91-103       | Karl-Anthony Towns (24) | Karl-Anthony Towns (11) | D'Angelo Russell (7)   | Target Center 15 982              | 31 - 28 |
| NBA All-Star Game 2022 |             |              |                |                         |                         |                        |                                   |         |
| 60                     | 24 février  | Memphis      | V 119-114      | D'Angelo Russell (37)   | Jarred Vanderbilt (12)  | D'Angelo Russell (9)   | Target Center 16 326              | 32 - 28 |
| 61                     | 25 février  | Philadelphie | D 102-133      | Karl-Anthony Towns (25) | Jarred Vanderbilt (8)   | Anthony Edwards (5)    | Target Center 16 684              | 32 - 29 |
| 62                     | 28 février  | @ Cleveland  | V 127-122      | D'Angelo Russell (25)   | Jarred Vanderbilt (9)   | Jordan McLaughlin (7)  | Rocket Mortgage FieldHouse 18 421 | 33 - 29 |

| Match | Date match | Équipe          | Score     | Meilleur marqueur       | Meilleur rebondeur      | Meilleur passeur      | Lieux Spectateurs               | Série   |
| ----- | ---------- | --------------- | --------- | ----------------------- | ----------------------- | --------------------- | ------------------------------- | ------- |
| 63    | 1er mars   | Golden State    | V 129-114 | Karl-Anthony Towns (39) | Karl-Anthony Towns (9)  | Beverley, Russell (7) | Target Center 17 136            | 34 - 29 |
| 64    | 4 mars     | @ Oklahoma City | V 138-101 | Reid, Towns (20)        | Towns, Vanderbilt (8)   | Patrick Beverley (8)  | Paycom Center 15 180            | 35 - 29 |
| 65    | 5 mars     | Portland        | V 135-121 | Karl-Anthony Towns (36) | Karl-Anthony Towns (15) | D'Angelo Russell (15) | Target Center 17 136            | 36 - 29 |
| 66    | 7 mars     | Portland        | V 124-81  | Karl-Anthony Towns (27) | Karl-Anthony Towns (13) | Patrick Beverley (7)  | Target Center 16 035            | 37 - 29 |
| 67    | 9 mars     | Oklahoma City   | V 132-102 | Malik Beasley (33)      | Karl-Anthony Towns (11) | D'Angelo Russell (12) | Target Center 16 191            | 38 - 29 |
| 68    | 11 mars    | @ Orlando       | D 110-118 | Anthony Edwards (25)    | Karl-Anthony Towns (13) | D'Angelo Russell (7)  | Amway Center 14 557             | 38 - 30 |
| 69    | 12 mars    | @ Miami         | V 113-104 | Jaylen Nowell (16)      | Reid, Towns (10)        | D'Angelo Russell (9)  | FTX Arena 19 600                | 39 - 30 |
| 70    | 14 mars    | @ San Antonio   | V 149-139 | Karl-Anthony Towns (60) | Karl-Anthony Towns (17) | Patrick Beverley (8)  | AT&T Center 14 143              | 40 - 30 |
| 71    | 16 mars    | L.A. Lakers     | V 124-104 | Karl-Anthony Towns (30) | Jarred Vanderbilt (9)   | D'Angelo Russell (6)  | Target Center 17 136            | 41 - 30 |
| 72    | 19 mars    | Milwaukee       | V 138-119 | Edwards, Towns (25)     | Karl-Anthony Towns (11) | D'Angelo Russell (9)  | Target Center 17 136            | 42 - 30 |
| 73    | 21 mars    | @ Dallas        | D 108-110 | Karl-Anthony Towns (22) | Towns, Vanderbilt (8)   | Beverley, Russell (4) | American Airlines Center 20 077 | 42 - 31 |
| 74    | 23 mars    | Phoenix         | D 116-125 | Anthony Edwards (19)    | Jarred Vanderbilt (12)  | D'Angelo Russell (7)  | Target Center 17 136            | 42 - 32 |
| 75    | 25 mars    | Dallas          | V 116-95  | Karl-Anthony Towns (20) | Karl-Anthony Towns (9)  | D'Angelo Russell (8)  | Target Center 17 136            | 43 - 32 |
| 76    | 27 mars    | @ Boston        | D 112-134 | Anthony Edwards (24)    | Anthony Edwards (5)     | Edwards, Russell (6)  | TD Garden 19 156                | 43 - 33 |
| 77    | 30 mars    | @ Toronto       | D 102-125 | Anthony Edwards (24)    | Karl-Anthony Towns (10) | Jordan McLaughlin (5) | Scotiabank Arena 19 800         | 43 - 34 |

| Match | Date match | Équipe      | Score     | Meilleur marqueur       | Meilleur rebondeur      | Meilleur passeur      | Lieux Spectateurs    | Série   |
| ----- | ---------- | ----------- | --------- | ----------------------- | ----------------------- | --------------------- | -------------------- | ------- |
| 78    | 1er avril  | @ Denver    | V 136-130 | Karl-Anthony Towns (32) | Karl-Anthony Towns (9)  | Anthony Edwards (7)   | Ball Arena 19 612    | 44 - 34 |
| 79    | 3 avril    | @ Houston   | V 139-132 | Anthony Edwards (33)    | Karl-Anthony Towns (11) | D'Angelo Russell (9)  | Toyota Center 16 539 | 45 - 34 |
| 80    | 5 avril    | Washington  | D 114-132 | Karl-Anthony Towns (26) | Karl-Anthony Towns (10) | D'Angelo Russell (11) | Target Center 17 136 | 45 - 35 |
| 81    | 7 avril    | San Antonio | V 127-121 | Anthony Edwards (49)    | Karl-Anthony Towns (13) | Beverley, Edwards (8) | Target Center 17 136 | 46 - 35 |
| 82    | 10 avril   | Chicago     | D 120-124 | Nathan Knight (17)      | Nathan Knight (8)       | Greg Monroe (5)       | Target Center 17 136 | 46 - 36 |

### Play-in tournament
| Play-in Total: 1-0 (Domicile : 1-0; Extérieur : 0-0) |

| Match | Date match | Équipe        | Score     | Meilleur marqueur    | Meilleur rebondeur    | Meilleur passeur     | Lieux Spectateurs    | Série |
| ----- | ---------- | ------------- | --------- | -------------------- | --------------------- | -------------------- | -------------------- | ----- |
| 1     | 12 avril   | L.A. Clippers | V 109-104 | Anthony Edwards (30) | Patrick Beverley (11) | D'Angelo Russell (6) | Target Center 17 136 | 1 - 0 |

### Playoffs
| Playoffs Total: 2-4 (Domicile : 1-2; Extérieur : 1-2) |

| Match | Date match | Équipe    | Score     | Meilleur marqueur       | Meilleur rebondeur      | Meilleur passeur     | Lieux Spectateurs    | Série |
| ----- | ---------- | --------- | --------- | ----------------------- | ----------------------- | -------------------- | -------------------- | ----- |
| 1     | 16 avril   | @ Memphis | V 130-117 | Anthony Edwards (36)    | Karl-Anthony Towns (13) | D'Angelo Russell (9) | FedExForum 17 794    | 1 - 0 |
| 2     | 19 avril   | @ Memphis | D 96-124  | Anthony Edwards (20)    | Karl-Anthony Towns (11) | Trois joueurs (4)    | FedExForum 17 794    | 1 - 1 |
| 3     | 21 avril   | Memphis   | D 95-104  | D'Angelo Russell (22)   | Jarred Vanderbilt (13)  | D'Angelo Russell (8) | Target Center 19 634 | 1 - 2 |
| 4     | 23 avril   | Memphis   | V 119-118 | Karl-Anthony Towns (33) | Karl-Anthony Towns (14) | D'Angelo Russell (7) | Target Center 19 832 | 2 - 2 |
| 5     | 26 avril   | @ Memphis | D 109-111 | Karl-Anthony Towns (28) | Karl-Anthony Towns (12) | D'Angelo Russell (8) | FedExForum 17 794    | 2 - 3 |
| 6     | 29 avril   | Memphis   | D 106-114 | Anthony Edwards (30)    | Karl-Anthony Towns (10) | Anthony Edwards (5)  | Target Center 20 323 | 2 - 4 |

### Confrontations en saison régulière
| Conférence Est      | Conférence Est                              | Conférence Est                              | Conférence Ouest                            | Conférence Ouest                            | Conférence Ouest                            | Conférence Ouest                            | Conférence Ouest                            |
| Division Atlantique | Division Atlantique                         | Division Atlantique                         | Division Nord-Ouest                         | Division Nord-Ouest                         | Division Nord-Ouest                         | Division Nord-Ouest                         | Division Nord-Ouest                         |
| Équipe              | Domicile                                    | Extérieur                                   | Équipe                                      | Domicile                                    | Domicile                                    | Extérieur                                   | Extérieur                                   |
| ------------------- | ------------------------------------------- | ------------------------------------------- | ------------------------------------------- | ------------------------------------------- | ------------------------------------------- | ------------------------------------------- | ------------------------------------------- |
| Boston              | 108-103                                     | 112-134                                     | Denver                                      | 91-93                                       | 130-115                                     | 124-107                                     | 136-130                                     |
| Brooklyn            | 136-125                                     | 105-110                                     |                                             |                                             |                                             |                                             |                                             |
| New York            | 88-96                                       | 112-110                                     | Oklahoma City                               | 98-90                                       | 132-102                                     | 135-105                                     | 138-101                                     |
| Philadelphie        | 102-133                                     | 121-120 (2OT)                               | Portland                                    | 135-121                                     | 124-81                                      | 116-111                                     | 109-107                                     |
| Toronto             | 91-103                                      | 102-125                                     | Utah                                        | 104-136                                     | 126-106                                     | 116-128                                     | 108-120                                     |
|                     | 2-3                                         | 2-3                                         |                                             | 6-2                                         | 6-2                                         | 6-2                                         | 6-2                                         |
| Division            | 4-6                                         | 4-6                                         | Division                                    | 12-4                                        | 12-4                                        | 12-4                                        | 12-4                                        |
| Division Centrale   | Division Centrale                           | Division Centrale                           | Division Pacifique                          | Division Pacifique                          | Division Pacifique                          | Division Pacifique                          | Division Pacifique                          |
| Équipe              | Domicile                                    | Extérieur                                   | Équipe                                      | Domicile                                    | Domicile                                    | Extérieur                                   | Extérieur                                   |
| Chicago             |                                             | 122-134                                     | Golden State                                | 119-99                                      | 129-114                                     | 110-123                                     | 115-124                                     |
| Cleveland           | 106-123                                     | 127-122                                     | L.A. Clippers                               | 115-126                                     | 84-104                                      | 102-129                                     | 122-104                                     |
| Detroit             | 118-105                                     | 128-117                                     | L.A. Lakers                                 | 110-92                                      | 124-104                                     | 107-83                                      | 103-108                                     |
| Indiana             | 100-98                                      | 129-120                                     | Phoenix                                     | 96-99                                       | 116-125                                     | 124-134                                     |                                             |
| Milwaukee           | 138-119                                     | 113-108                                     | Sacramento                                  | 107-97                                      |                                             | 134-114                                     | 119-132                                     |
|                     | 3-1                                         | 4-1                                         |                                             | 5-4                                         | 5-4                                         | 3-6                                         | 3-6                                         |
| Division            | 7-2                                         | 7-2                                         | Division                                    | 8-10                                        | 8-10                                        | 8-10                                        | 8-10                                        |
| Division Sud-Est    | Division Sud-Est                            | Division Sud-Est                            | Division Sud-Ouest                          | Division Sud-Ouest                          | Division Sud-Ouest                          | Division Sud-Ouest                          | Division Sud-Ouest                          |
| Équipe              | Domicile                                    | Extérieur                                   | Équipe                                      | Domicile                                    | Domicile                                    | Extérieur                                   | Extérieur                                   |
| Atlanta             | 110-121                                     | 122-134                                     | Dallas                                      | 111-105                                     | 116-95                                      | 102-114                                     | 108-110                                     |
| Charlotte           | 126-120 (OT)                                | 115-133                                     | Houston                                     | 124-106                                     |                                             | 141-123                                     | 139-132                                     |
| Miami               | 113-101                                     | 113-104                                     | Memphis                                     | 138-95                                      | 119-114                                     | 118-125 (OT)                                | 108-116                                     |
| Orlando             | 97-115                                      | 110-118                                     | New Orleans                                 | 96-89                                       | 98-107                                      | 110-96                                      | 125-128                                     |
| Washington          | 114-132                                     | 107-115                                     | San Antonio                                 | 115-90                                      | 127-121                                     | 149-139                                     |                                             |
|                     | 2-3                                         | 1-4                                         |                                             | 8-1                                         | 8-1                                         | 4-5                                         | 4-5                                         |
| Division            | 3-7                                         | 3-7                                         | Division                                    | 12-6                                        | 12-6                                        | 12-6                                        | 12-6                                        |
| Conférence          | 14-15 (Domicile : 7-7; Extérieur : 7-8)     | 14-15 (Domicile : 7-7; Extérieur : 7-8)     | Conférence                                  | 32-20 (Domicile : 19-7; Extérieur : 13-13)  | 32-20 (Domicile : 19-7; Extérieur : 13-13)  | 32-20 (Domicile : 19-7; Extérieur : 13-13)  | 32-20 (Domicile : 19-7; Extérieur : 13-13)  |
| Total               | 46-35 (Domicile : 26-14; Extérieur : 20-21) | 46-35 (Domicile : 26-14; Extérieur : 20-21) | 46-35 (Domicile : 26-14; Extérieur : 20-21) | 46-35 (Domicile : 26-14; Extérieur : 20-21) | 46-35 (Domicile : 26-14; Extérieur : 20-21) | 46-35 (Domicile : 26-14; Extérieur : 20-21) | 46-35 (Domicile : 26-14; Extérieur : 20-21) |

## Classements
| Conférence Ouest | Conférence Ouest                    | Conférence Ouest | Conférence Ouest | Conférence Ouest | Conférence Ouest | Conférence Ouest | Conférence Ouest |
| No               | Franchise                           | Vic.             | Def.             | MJ               | V/D              | GB               |                  |
| ---------------- | ----------------------------------- | ---------------- | ---------------- | ---------------- | ---------------- | ---------------- | ---------------- |
| 1                | z - Suns de Phoenix                 | 64               | 18               | 82               | .780             | –                |                  |
| 2                | y - Grizzlies de Memphis            | 56               | 26               | 82               | .683             | 8                |                  |
| 3                | x - Warriors de Golden State        | 53               | 29               | 82               | .646             | 11               |                  |
| 4                | x - Mavericks de Dallas             | 52               | 30               | 82               | .634             | 12               |                  |
| 5                | y - Jazz de l'Utah                  | 49               | 33               | 82               | .598             | 15               |                  |
| 6                | x - Nuggets de Denver               | 48               | 34               | 82               | .585             | 16               |                  |
|                  |                                     |                  |                  |                  |                  |                  |                  |
| 7                | x - Timberwolves du Minnesota       | 46               | 36               | 82               | .561             | 18               |                  |
| 8                | pi - Clippers de Los Angeles        | 42               | 40               | 82               | .512             | 22               |                  |
| 9                | x - Pelicans de La Nouvelle-Orléans | 36               | 46               | 82               | .439             | 28               |                  |
| 10               | pi - Spurs de San Antonio           | 34               | 48               | 82               | .415             | 30               |                  |
|                  |                                     |                  |                  |                  |                  |                  |                  |
| 11               | o - Lakers de Los Angeles           | 33               | 49               | 82               | .402             | 31               |                  |
| 12               | o - Kings de Sacramento             | 30               | 52               | 82               | .366             | 34               |                  |
| 13               | o - Trail Blazers de Portland       | 27               | 55               | 82               | .329             | 37               |                  |
| 14               | o - Thunder d'Oklahoma City         | 24               | 58               | 82               | .293             | 40               |                  |
| 15               | o - Rockets de Houston              | 20               | 62               | 82               | .244             | 44               |                  |

| Division Nord-Ouest           | V  | D  | MJ | V/D  | GB | Dom   | Ext   | Div  |
| ----------------------------- | -- | -- | -- | ---- | -- | ----- | ----- | ---- |
| y - Jazz de l'Utah            | 49 | 33 | 82 | .598 | –  | 29–12 | 20–21 | 15–1 |
| x - Nuggets de Denver         | 48 | 34 | 82 | .585 | 1  | 23–18 | 25–16 | 6–10 |
| x - Timberwolves du Minnesota | 45 | 37 | 82 | .561 | 3  | 26–15 | 20–21 | 12–4 |
| o - Trail Blazers de Portland | 27 | 55 | 82 | .329 | 22 | 17–24 | 10–31 | 1–15 |
| o - Thunder d'Oklahoma City   | 24 | 58 | 82 | .293 | 24 | 12–29 | 12–29 | 6–10 |